# 消河乡
消河乡，是中华人民共和国四川省广安市广安区曾经下辖的一个乡。2019年12月，撤销消河乡，将其所属行政区域划归花桥镇管辖。

## 行政区划
消河乡撤销前下辖以下地区：
白泥村、绢子村、三黎村、光荣村、飞马村、大利村、共和村、唐店村、鲜花村、消河村、石磙村、平原村和新寺村。